# Konferencja w Rambouillet

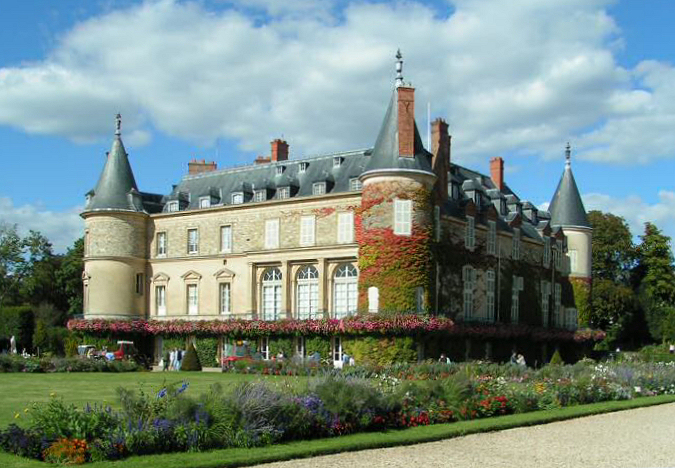
Zamek w Rambouillet – miejsce obrad konferencji

Konferencja w Rambouillet – konferencja przeprowadzona pod auspicjami Grupy Kontaktowej w lutym i marcu 1999 roku, w celu zakończenia wojny w Kosowie i wynegocjowania planu pokojowego dla prowincji. W konferencji wzięły udział delegacja państwa Jugosławii oraz reprezentacja kosowskich Albańczyków. Rozmowy, prowadzone za pośrednictwem dyplomatów zagranicznych, zakończyły się fiaskiem i odrzuceniem przez stronę serbską zaproponowanego dokumentu. Bezpośrednim skutkiem niepowodzenia konferencji było rozpoczęcie zbrojnej interwencji NATO w Jugosławii.

## Okoliczności zwołania konferencji
Masakra w Raczaku i związany z nią wzrost napięć w relacjach serbsko-albańskich, skłonił Grupę Kontaktową do wymuszenia na obydwu stronach rozpoczęcia negocjacji. 28 stycznia 1999 roku Robin Cook zażądał od Serbów zaprzestania prowadzenia operacji w Kosowie i wypracowania wspólnego stanowiska przez kosowskich Albańczyków. W razie negatywnej odpowiedzi na jego postulaty siły NATO miały interweniować w prowincji. Istnieje teza, jakoby inicjatorem zwołania konferencji była dyplomacja niemiecka, która wysunęła propozycję podjęcia rozmów jako alternatywę wobec forsowanej przez Amerykanów natychmiastowej interwencji zbrojnej (w odpowiedzi na wydarzenia w Raczaku). Według innych autorów to właśnie dyplomaci niemieccy najsilniej domagali się przeprowadzenia inwazji wojskowej na Jugosławię, w tym wkroczenia wojsk lądowych do Kosowa. Mimo tego obydwie strony zgodziły się na przybycie do Rambouillet, wyrażając rezerwę wobec takiego posunięcia.
Jako punkt wyjścia negocjacji, Grupa Kontaktowa przedstawiła plan pokojowy dla Kosowa, który miał być realizowany w ciągu trzech lat. W założeniach planu znalazły się:
- uwolnienie kosowskich więźniów politycznych,
- wycofanie wojsk serbskich z Kosowa, z wyłączeniem strefy przy granicy prowincji z Serbią centralną,
- powołanie policji kosowskiej,
- rozbrojenie Armii Wyzwolenia Kosowa,
- umożliwienie uchodźcom z Kosowa powrotu do domów,
- nadanie Kosowu autonomii z następującymi kompetencjami: kontrola nad edukacją, służbą zdrowia, podatkami i finansami, bezpieczeństwo wewnętrzne prowincji
- wprowadzenie do Jugosławii kontyngentu NATO (Kosovo Implementantion Force) liczącego 30 tys. żołnierzy w celu nadzoru nad realizacją planu pokojowego[1].

Spośród zaproponowanych rozwiązań, zdecydowana większość postulatów Grupy Kontaktowej nie podlegała negocjacjom i docelowo miała być zaakceptowana przez strony w pierwotnym brzmieniu. Dyskusji nie podlegały następujące decyzje Grupy Kontaktowej:
- zawieszenie broni w konflikcie kosowskim,
- rozwiązanie sprawy autonomii Kosowa poprzez dialog,
- wypracowanie ostatecznych decyzji w sprawie Kosowa w ciągu trzech lat,
- zakaz dokonywania zmian tymczasowego statusu prowincji w wymienionym okresie przejściowym,
- zachowanie integralności terytorium jugosłowiańskiego,
- ochronę praw wszystkich narodów zamieszkujących Kosowo,
- przeprowadzenie w prowincji demokratycznych wyborów nadzorowanych przez OBWE,
- niewszczynanie postępowań karnych za działania popełnione w czasie wojny w Kosowie, z wyjątkiem zbrodni wojennych, zbrodni przeciw ludzkości oraz poważnych przypadków złamania prawa międzynarodowego,
- zwolnienie więźniów politycznych,
- współpracę stron konfliktu w procesie wypracowywania trwałych rozwiązań dla Kosowa, przy współudziale społeczności międzynarodowej[2].

11 lutego 1999 roku delegacja serbska zgodziła się na powyższe warunki. Zdaniem Marka Waldenberga przystąpienie przez Jugosławię do rozmów odbywających się w przedstawionej formule, z reprezentacją kosowskich Albańczyków kierowaną przez lidera Armii Wyzwolenia Kosowa jako partnerem, było znacznym ustępstwem ze strony władz serbskich.

## Przebieg konferencji

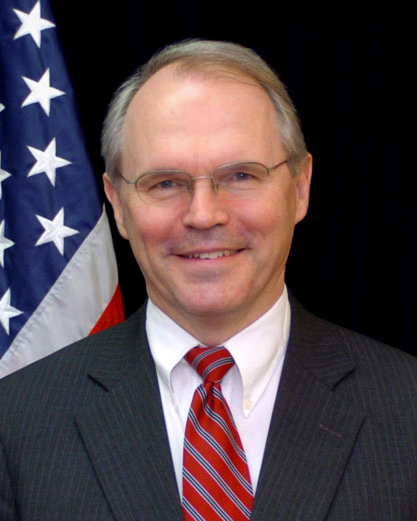
Christopher Hill

Strony serbska i kosowska były reprezentowane na konferencji przez trzynastoosobowe delegacje. W roli pośredników w rozmowach wystąpili dyplomaci Christopher Hill, Borys Majorski oraz Wolfgang Petrich, reprezentacje stron nie kontaktowały się bowiem bezpośrednio. Przed przystąpieniem do właściwej konferencji obydwie delegacje otrzymały na piśmie wykaz rozwiązań niepodlegających negocjacjom oraz dokument z propozycją szczegółowych ustaleń związanych z zawieszeniem broni oraz przyszłymi wyborami do parlamentu Kosowa. Sekretarz Stanu Madeleine Albright ostrzegła również strony, iż w razie fiaska negocjacji Jugosławia zostanie zbombardowana, zaś USA ani organizacje międzynarodowe nie będą więcej angażować się w obronie kosowskich Albańczyków.
Konferencja rozpoczęła się 6 lutego 1999. Przewodniczącym delegacji serbskiej był wicepremier Jugosławii Ratko Marković, natomiast albańskiej – komendant Armii Wyzwolenia Kosowa Hashim Thaçi. W skład delegacji albańskiej weszli przedstawiciele wszystkich najbardziej wpływowych kół politycznych kosowskich Albańczyków: m.in. Ibrahim Rugova, Fehmi Agani, Xhavit Haliti, Bujar Bukoshi, Rexhep Qosja, Veton Surroi i Blerim Shala. Z kolei w delegacji serbskiej znaleźli się politycy mniej wpływowi, jak również szerzej nieznani przedstawiciele mniejszości narodowych w Jugosławii (Turcy, Romowie), których obecność miała dowodzić wielokulturowego charakteru kraju.
Obydwie strony otrzymały kolejne dokumenty – propozycję porozumienia politycznego oraz szczegółów jego wprowadzenia w życie. 9 lutego 1999 Christopher Hill oznajmił w imieniu Grupy Kontaktowej, iż nie jest ona zainteresowana podpisaniem jedynie częściowego porozumienia. Stanowisko to dyplomata powtórzył dziewięć dni później, podkreślając, iż najważniejszą częścią propozycji jest jej aspekt wojskowy. W założeniach początkowych rozmowy w Rambouillet miały trwać siedem dni, jednak w dniu 14 lutego zdecydowano o jej przedłużeniu do 20 lutego, a po upływie tego terminu następnie do godz. 15:00 23 lutego 1999. W wymienionym dniu rozmowy zostały przerwane bez podpisania porozumienia.

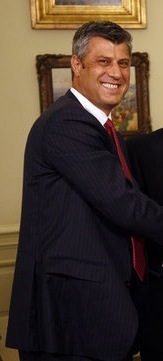
Hashim Thaçi

Pierwsza wersja ostatecznego porozumienia została przedstawiona stronom 6 lutego, kolejna, po negocjacjach – 18 lutego. Drugie brzmienie dokumentu (w szczególności Aneksu A) wzbudziło sprzeciw delegacji kosowskich Albańczyków, gdyż usunięto z niego zapis o podjęciu przez władze Kosowa po trzech latach demokratycznej decyzji o dalszym losie prowincji. W ostatnich dniach konferencji do rozmów włączyła się Madeleine Albright. Stało się tak, gdyż Stany Zjednoczone były gotowe udzielić kosowskim Albańczykom daleko idącego wsparcia w realizacji ich postulatów politycznych. 21 lutego 1999 amerykańska Sekretarz Stanu powtórzyła swoje ostrzeżenie z początku konferencji, zaznaczyła jednak, że jeśli to strona kosowska nie podpisze porozumienia, serbska zaś to uczyni, nie dojdzie do bombardowania. Opracowano wówczas kolejną wersję ugody, według której to wspólnota międzynarodowa po trzech latach od Rambouillet miała zdecydować o dalszych losach Kosowa. Chociaż fragment ten został ostatecznie odrzucony w zaproponowanym brzmieniu (przyjęto zbliżony tekst), stanowił dla kosowskich Albańczyków sugestię, iż strona amerykańska jest gotowa popierać ich stanowisko. Po pierwszej części konferencji 23 lutego strona kosowska była gotowa zaakceptować projekt porozumienia, na co najprawdopodobniej wpłynęły wysiłki dyplomacji amerykańskiej. W swoich wspomnieniach Madeleine Albright napisała, iż Amerykanie przejrzeli razem z delegacją kosowskich Albańczyków proponowany tekst porozumienia i wskazali, które punkty powinny zostać przez nich przyjęte. Zasugerowali również, iż nie jest wykluczone, by o przyszłości Kosowa ostatecznie zadecydowało referendum. Zdaniem Marka Waldenberga delegacja albańska szczególnie domagała się wprowadzenia do tekstu porozumienia jednoznacznego zapisu o referendum, zaś Madeleine Albright zasugerowała im, że USA poprą w przyszłości taki scenariusz, o ile delegacja podpisze w Rambouillet dokument mniej konkretnie mówiący o przyszłości prowincji. Tymczasem właśnie taką interpretację porozumienia Albańczycy uznali za obowiązującą. Natomiast 23 lutego strona serbska w listach do głównych negocjatorów, podkreślając znaczny postęp w rozmowach, stwierdziła, iż istnieją problemy, które nie zostały rozwiązane. Wymieniono w szczególności kompetencje władz autonomicznego Kosowa. Serbowie oświadczyli również, że nie jest możliwa niepodległość Kosowa ani też przyznanie mu statusu trzeciej republiki w ramach Federacji Serbii i Czarnogóry. W delegacji kosowskiej widoczne były znaczne rozbieżności stanowisk. Zwłaszcza reprezentanci Armii Wyzwolenia Kosowa negatywnie odnosili się do planowanego odłożenia ostatecznej decyzji o losie Kosowa o trzy lata (żądali natychmiastowej niepodległości) oraz stanowczo odmawiali rozbrojenia formacji.
Druga tura rozmów rozpoczęła się 15 marca 1999 w Paryżu. W dniach między zakończeniem pierwszej i rozpoczęciem drugiej części konferencji doszło do dalszego zaognienia konfliktu serbsko-albańskiego wskutek zamachu bombowego przeprowadzonego przez Armię Wyzwolenia Kosowa. Już na początku rozmów delegacja albańska powtórzyła chęć przyjęcia porozumienia w kształcie z 23 lutego 1999. Z kolei strona serbska usztywniła swoje stanowisko, domagając się odrzucenia obydwu aneksów do tekstu (A i B) oraz artykułu interpretowanego przez Albańczyków jako zapowiedź referendum w Kosowie. Sprzeciw delegacji wzbudził również Aneks B, według którego wojska KFOR miały otrzymać pełną swobodę poruszania się po terytorium Jugosławii, co Serbowie uznali za okupację ich kraju. Zapis ten nie był obecny w dwóch pierwszych tekstach porozumienia. Delegacja serbska opowiedziała się także przeciw wprowadzeniu do Kosowa ONZ-owskiej administracji. Według Marka Waldenberga Aneks B (niepopierany przez Rosję) pojawił się dopiero w ostatnich dniach konferencji i został zaprezentowany jako niepodlegający dyskusji. Istnieją przy tym rozbieżne opinie na temat dokładnego momentu, w którym delegacje zapoznały się z Aneksem B.
19 marca 1999 organizatorzy konferencji ogłosili, iż końcowy projekt porozumienia (razem z aneksami A i B) podpisała jedynie delegacja kosowskich Albańczyków, Serbowie zaś tego nie uczynili.
Autorzy opisujący przebieg i finał konferencji w Rambouillet są podzieleni w kwestii odpowiedzialności za jej ostateczne fiasko. Niektórzy badacze uznają za odpowiedzialnych delegatów serbskich, którzy odrzucili ostateczny projekt porozumienia. Inni autorzy skłaniają się ku wnioskowi, iż Serbowie odrzucili projekt porozumienia, gdyż Aneks B oznaczał w praktyce okupację Jugosławii.

## Oceny
Przebieg konferencji w Rambouillet nie był w pełni relacjonowany mediom w czasie jej trwania i jego zrekonstruowanie w sposób niebudzący wątpliwości jest utrudnione. Wiele elementów bezpośrednich relacji uczestników konferencji wyklucza się bowiem wzajemnie.
W ocenie niektórych badaczy formuła konferencji w Rambouillet od początku dawała małe szanse na konstruktywne i trwałe rozwiązanie problemu. W literaturze pojawia się np. teza, iż organizatorzy konferencji powinni rozważyć możliwość natychmiastowego podziału Kosowa na dwie strefy, nie zaś odkładać w czasie ostateczną decyzję o statusie regionu. Przygotowanie i przebieg konferencji skrytykował Henry Kissinger, określając przedstawione stronom porozumienie jako nierealistyczne. Stwierdził również, iż prowadzenie rozmów pokojowych pod groźbą interwencji NATO i w oparciu o tekst sporządzony przez dyplomatów innych państw doprowadziło jedynie do zaostrzenia konfliktu. Istnieje również teza, jakoby konferencja została świadomie zorganizowana w taki sposób, by delegacja jugosłowiańska odrzuciła wypracowane na niej dokumenty. W ten sposób państwa NATO mogłyby w przyszłości obarczyć stronę serbską całą winą za eskalację działań wojennych w Kosowie.